# Nordögås
Nordögås (Cnemiornis gracilis) är en utdöd fågelart i familjen änder inom ordningen andfåglar som levde på Nordön, Nya Zeeland. 

## Beskrivning
Nordögåsen var en stor, flygoförmögen gås vars närmaste nu levande släkting troligen är australiska hönsgåsen. Den tros ha vägt 15 kg och var stående hela en meter hög, alltså troligen lika stor som de minsta arterna av moafåglar. Trots detta var den tydligt mindre än sin nära släkting sydögåsen. Vingarna var tillbaka bildade, liksom stjärten. Andra tån var formad som en sporre som den möjligen använde som vapen.

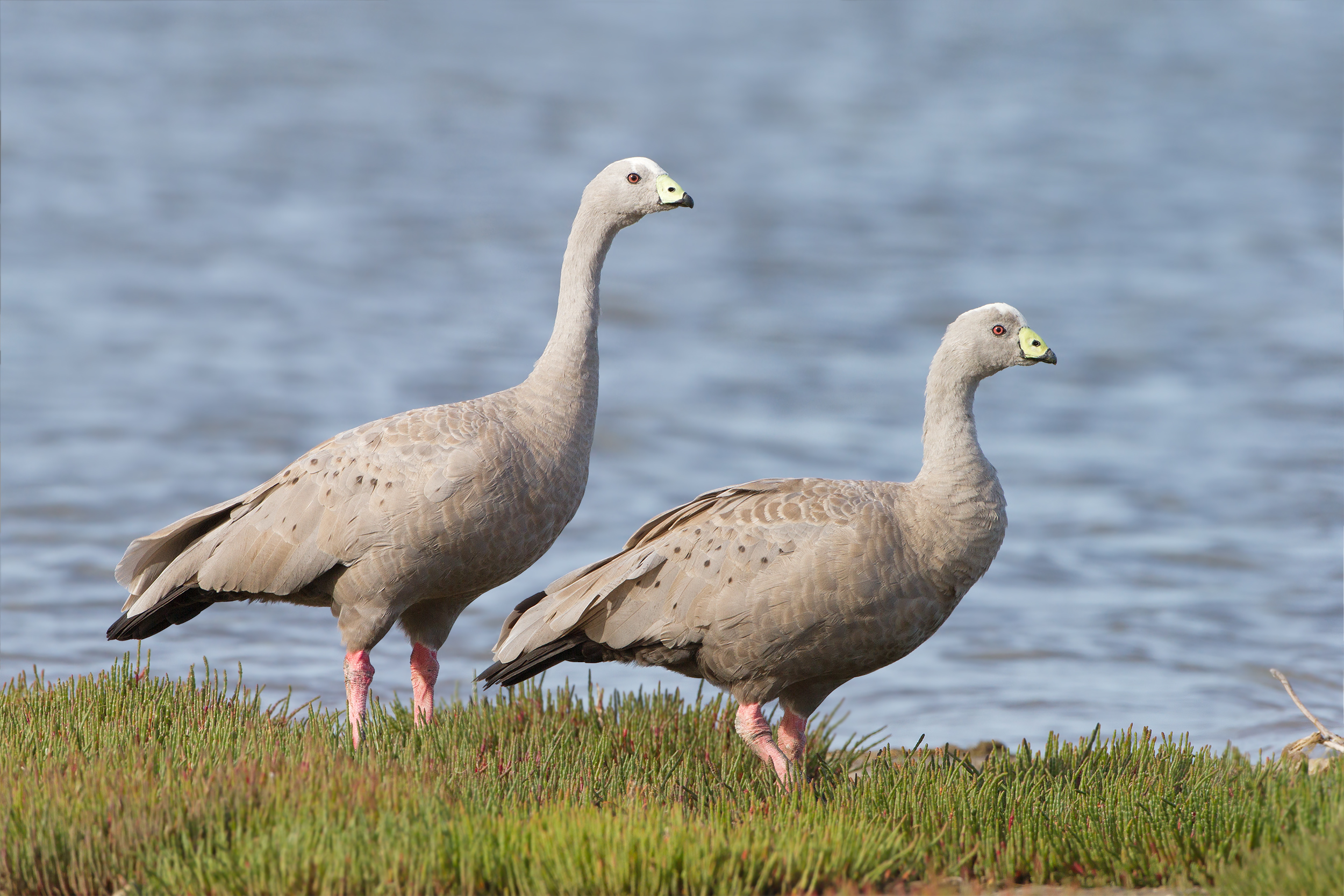
Hönsgåsen är nord- och sydögåsens förmodade närmaste släkting.

Fågeln beskrevs 1886 utifrån subfossila lämningar funna vid Kaiiwi. När man trott att dessa hade försvunnit beskrevs den på nytt som Cnemiornis septentrionalis 1955. De ursprungliga benen dök dock upp på Natural History Museum i London och 1958 återfick den sitt ursprungliga vetenskapliga namn. 

## Utbredning och levnadssätt
Nordögåsen är som namnet avslöjar endast känd från nyzeeländska Nordön. Där var den begränsad till öppet landskap och skogskanter, i miljöer som gräsmarker, sanddyner, kusttrakter och torrare områden i inlandet. Den tros ha livnärt sig på gräs och örter.

## Utdöende
Fossila fynd visar att nordögåsen inte var vida spridd eller vanlig, förmodligen på grund av gräsmarkernas begränsade utbredning. Varför arten dog ut är inte klarlagt, men en stor gås som inte kunde flyga måste ha varit väldigt sårbar för jakt. Den tros ha dött ut snart efter att människan kom till Nya Zeeland. Det dock faktiskt möjligt att fågeln setts i historisk tid. 1875 sågs en gås med rödbrun fjäderdräkt som var flygoförmögen.